# 艾爾西亞
艾爾西亞（Arsiyah），是可薩汗國內的穆斯林移民和商人，他們多是花剌子模人，他們在種族上被認定為Aors，即生活在鹹海以南的阿蘭人。
根據穆斯林記錄，他們在可薩汗國後期對內政和軍事有很大影嚮力，在後期取代突厥語部族成為軍隊主力(服兵役是他們的世襲職責)。如913年他們伏擊從伏爾加河南下入侵汗國的羅斯人艦隊，掃除30000敵軍，只有5000人逃回北方。
他們有自己的清真寺和法官，也可以不與同教教友作戰。